# Spung
Spung är en svensk tv-serie, sänd i SVT i två säsonger med start 2002 respektive 2003. För regin stod Kicki Kjellin, Måns Mårlind, Klas Karterud, Beata Gårdeler och Björn Stein. Huvudförfattare var Cilla Jackert.

## Om serien
Serien kretsar kring fem ungdomar i Stockholm: Kim (Daniel Larsson), Petra (Saga Gärde), Ana-Maria (Sandra Medina), Pelle (Karl Norrhäll) och Melas (Victor Ström). Första omgången av serien handlar om deras sista termin på gymnasiet. Andra säsongen, kallad Spung 2.0, handlar om deras liv efter gymnasiet.
Serien blev uppmärksammad för sitt nyskapande uttryck, klippning och sätt att använda musik som en del av dramaturgin. Serien fick snabbt en hängiven tittarskara och hade enligt många en realism och äkthetskänsla som var ovanlig bland svenska tv-serier. I juni 2010 utsåg SR-programmet Kinos publik Spung till den näst bästa tv-serien i Sverige genom tiderna.
I april 2013 lade SVT ut alla avsnitt av Spung i sitt öppna arkiv.
I mars 2014 utkom boken Spung – tio år senare, som dels innehåller berättelsen om tv-serien Spung, dels manuset till en långfilm som aldrig spelades in. Filmen skulle följa rollfigurerna tio år efter tv-serien. Bokens första del, skriven av journalisten Andreas Nordström, innehåller även intervjuer med skådespelarna, manusförfattaren med mera.
Ett avsnitt av SVT-serien Svenska tv-historier handlar om Spung. I programmet, som sändes i januari 2015, intervjuas Daniel Larsson, Saga Gärde, Måns Mårlind och Cilla Jackert om inspelningarna och den kultstämpel tv-serien har fått.

## Rollista i urval

### Huvudroller
- Daniel Larsson – Kim Bruback
- Saga Gärde – Petra Stenberg
- Karl Norrhäll – Per-Olov ”Pelle” Persson
- Victor Ström – Melas Demir
- Sandra Medina – Ana-Maria Perez

### Återkommande roller
- Josef Säterhagen – Jens
- Christian Rinmad – Fredrik
- Louise Peterhoff – Krista MacCloud
- Birgitta Sundberg – Inga-Britt Persson
- Cecilia Häll – Hanna
- Felix Engström – Erik Westberg
- Richard Ulfsäter – Melker
- Malena Engström – Janne
- Ida Wahlund – Linda-Lotta
- Sebastian Hulthén – Calle Phil
- Katharina Bothén – Annica Stenberg
- Lo Kauppi – Majken
- Daniela Svensson – Lo Bruback
- Joakim Nätterqvist – Ana-Marias pojkvän
- Juan Rodríguez – Ana-Marias pappa
- Claes-Göran Turesson – Donald Smith
- Tommy Andersson – Roger
- Hassan Brijany – Serdar Demir
- Oyana Lugn-Rodriguez – Nanette
- Danilo Bejarano – Melas bror
- Mira Eklund – Lisa
- Elisabeth von Gerber – Suzanna Perez
- Rakel Wärmländer – Madde
- Per Myrberg – Bosse
- Dan Bratt – Malte